# Ferran Audí
Ferran Audí es un director de cine y teatro, además de actor. 
Nacido en Barcelona, se formó como actor en el Instituto del Teatro de Barcelona. Debutó como director teatral en 1987, cuando ganó el Premio Adrià Gual de la Generalidad de Cataluña al mejor proyecto de dirección del año con Don Carlos. Posteriormente, se trasladó a Londres, donde cursó los estudios de posgrado en la Royal Academy of Dramatic Art. Fue miembro fundador de la compañía Heightened Reality en Londres y de Alta Realitat en Barcelona. Ha participado como actor en producciones de tratro, cine y televisión, y ha dirigido obras de teatro en España, Francia, Reino Unido y Noruega. 
En 2005 dirigió su primer cortometraje y en 2008 el primer largometraje de la productora Alta Realitat: The Frost, con Aitana Sánchez-Gijón y Bibi Andersson entre otros, que le valió el reconocimiento artístico en diferentes festivales nacionales y internacionales. También ha sido profesor de teatro en Escocia, París y Barcelona. Es miembro de la Acadèmia del Cinema Català y del Col·legi de Directors de Catalunya. Desde 2003 es director general de la productora Alta Realitat.
En 2010 participa como actor secundario en 14 días con Víctor, ópera prima de Román Parrado sobre los límites del arte, producida por Arcadia Motion Pictures, que participó en el Festival de Cine de Sitges.

## Filmografía
- 2010: Iris
- 2010: 14 días con Víctor
- 2008: The Frost (La escarcha) - director
- 2008: Little Ashes
- 2006: The Cheetah Girls 2 (TV)
- 2004: Porca misèria (TV)
- 2003: Face of terror
- 2001: Freetown (TV)
- 1992: Shooting Elisabeth